# Xã Bragg, Quận Ouachita, Arkansas
Xã Bragg (tiếng Anh: Bragg Township) là một xã thuộc quận Ouachita, tiểu bang Arkansas, Hoa Kỳ. Năm 2010, dân số của xã này là 465 người.